# 大秦寺

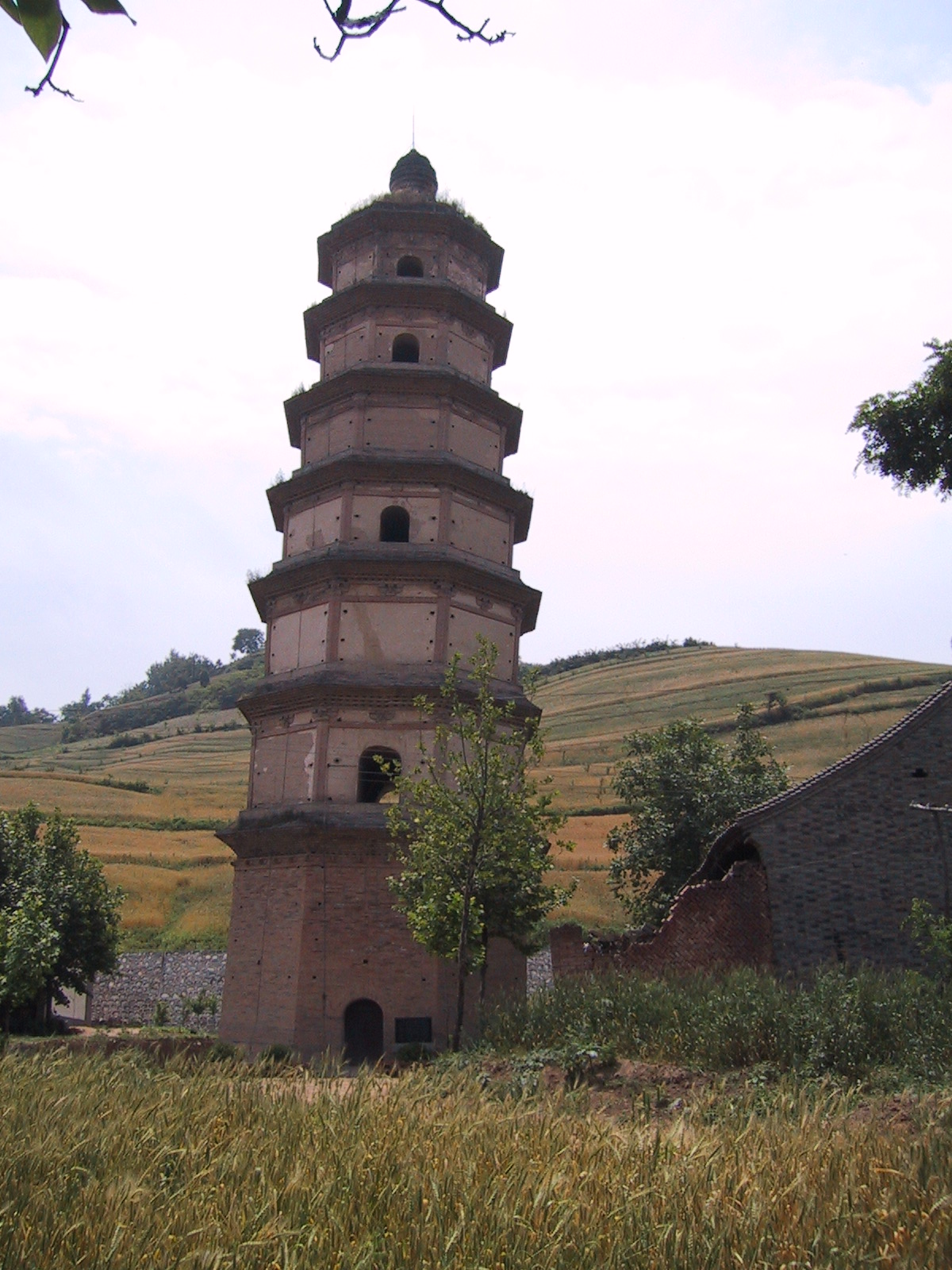
大秦塔

大秦寺（だいしんじ）は、中国における景教（中国に伝来したネストリウス派キリスト教）の寺院（教会）の一般名称である。唐の時代、長安に存在した大秦寺が有名。

## 来歴
中国への景教の伝来は、唐代貞観9年（635年）、ネストリウス派宣教団が長安に到着したことから始まる。このとき太宗の命により、宰相の房玄齢が宣教団の団長阿羅本（アラホン、アロベン。英語ではAlopenと表記）を迎えた（『唐会要』）。 阿羅本はアッシリア東方教会の使いとして訪れたといわれる（大秦景教流行中国碑)。時の宰相が出向いていることを考えると、少なくとも朝廷に対する何らかの働きかけを行った者が、既に長安で活動していた可能性が高い。
3年後の貞観12年（638年）に景教は唐により公認され、唐朝は資金を援助し、長安に寺院が建立された。この段階では波斯寺（あるいは波斯経寺、波斯はペルシアのこと）と呼ばれており、「大秦寺」の名称は使われていなかった。
高宗の時代（649年 - 684年）になると、阿羅本は「鎮国大法主」に封ぜられ、各地に景寺（教会）を建てるよう、詔勅が下された。ネストリウス派キリスト教は唐王朝に広まることになった。
698年に、武則天が仏教を重んじると、仏教勢力から攻撃を受け、一時衰退する。
玄宗の時代（712年 - 756年）には、寧王李憲ら五王が参拝し、庇護されるようになる。
742年（天宝元年）には、大将軍で宦官の高力士が訪れ、五代皇帝の御真影を寺に安置させ、また絹百匹を賜って祭るように指令される。
745年に大秦国（東ローマ帝国）から、高僧・佶和（ゲワルギスの音写）が訪れる。同年、教団の名称が「波斯経教」「波斯教」から「大秦景教」に変更されたため、朝廷側からの寺院の呼び名が「波斯寺」から「大秦寺」に改称された。これは、キリスト教が大秦国で（すなわちローマ帝国で）生まれた宗教であることを、唐側が認知したからといわれている。なお「大秦」という記述は、『後漢書』永元9年（97年）を初出として以来、『続資治通鑑長編』の1081年の記録にもあり、中国では長らく使用されていた。
代宗の時代（762年 - 779年）にも庇護される。徳宗の時代の建中2年（781年）、大秦景教流行中国碑が建造される。

## 武宗による弾圧
会昌5年（845年）、武宗は道教を保護する一方で、教団が肥大化していた仏教や、景教、明教（摩尼教）、祆教などの外来宗教に対する弾圧を行なう（会昌の廃仏）。寺院4,600ヶ所余り、招提・蘭若40,000ヶ所余りが廃止され、還俗させられた僧尼は260,500人、没収寺田は数千万頃、寺の奴婢を民に編入した数が150,000人という。大秦景教流行中国碑も、埋められた。

### 弾圧の背景
この会昌の廃仏政策が行われた背景としては、808年から849年にかけて長期間起こった政争である牛李の党争や、また、当時脱税目的で僧籍を取る者が多く、これらの僧を還俗させて税をとることで財政改善を狙ったともいわれる。ほか、周辺の諸国家との関係においても、モンゴル高原の回鶻（かいこつ、ウイグル)、チベットの吐蕃などの分裂が起こっており、対外勢力の動揺も弾圧を後押ししたと考えられている。
会昌の廃仏の5年前の840年には回鶻で内紛がおき、回鶻宰相の句録莫賀（キュリュグ・バガ）が、黠戛斯（かつかつし、キルギス）10万騎の力を借りて、回鶻に侵攻し、回鶻可汗国の第13代可汗㕎馺特勤を殺害、回鶻は崩壊している。キルギス可汗の阿熱は、その後もウイグルの残党討伐を続け、848年にはウイグルの残部は壊滅した。

### その後
武宗は、翌年の会昌6年（846年）に33歳で崩御し、弾圧は収束する。しかし、会昌の廃仏によって、中華本土の景教は衰滅していったと考えられている。それとともに大秦寺は厳しい運命に晒されたと考えられる。
しかし、中原をとりまく周辺地域ではネストリウス派信仰がケレイトやウイグルなどのモンゴル高原や中央アジアの人々の間で存続していた。彼らが王朝の担い手となった元の時代には中国内で再び活性化し、華南の港湾都市に景教教会が建設された。ただし、元代においてネストリウス派キリスト教は「也里果温教」（モンゴル語でキリスト教徒を言う erke'ün より）と呼ばれた。また、今のところ唐代に見られる漢訳経典は発見されておらず、そのことから漢族への普及は見られなかったと推察されている。
その後、元の滅亡やイスラム教・チベット仏教の普及により東アジアにおけるネストリウス派信仰は衰え、明代の1623年（または1625年)に至って「大秦景教流行中国碑」が発見されるまで、景教は中国人に完全に忘れ去られることとなった。

## 三夷寺のひとつとして
唐代では景教寺院は、マニ教（摩尼教・明教）やゾロアスター教（祆教・拝火教）の寺院と総称して、三夷寺と呼ばれていた。

## 名称
大秦寺の名が公式文書の中で使用されることになるのは745年の改称以降だが、それ以前に伝写されたと思われる『大秦景教宣元至本経』にも大秦寺の名称が使用されており、あるいはそれ以前から、大秦寺の名称は非公式に使用されていた可能性もある。
また、景教は、ミシア（Missiah 救世主）教とも呼ばれ、彌尸訶、彌施訶、彌失訶など表記された。

## 大秦景教流行中国碑

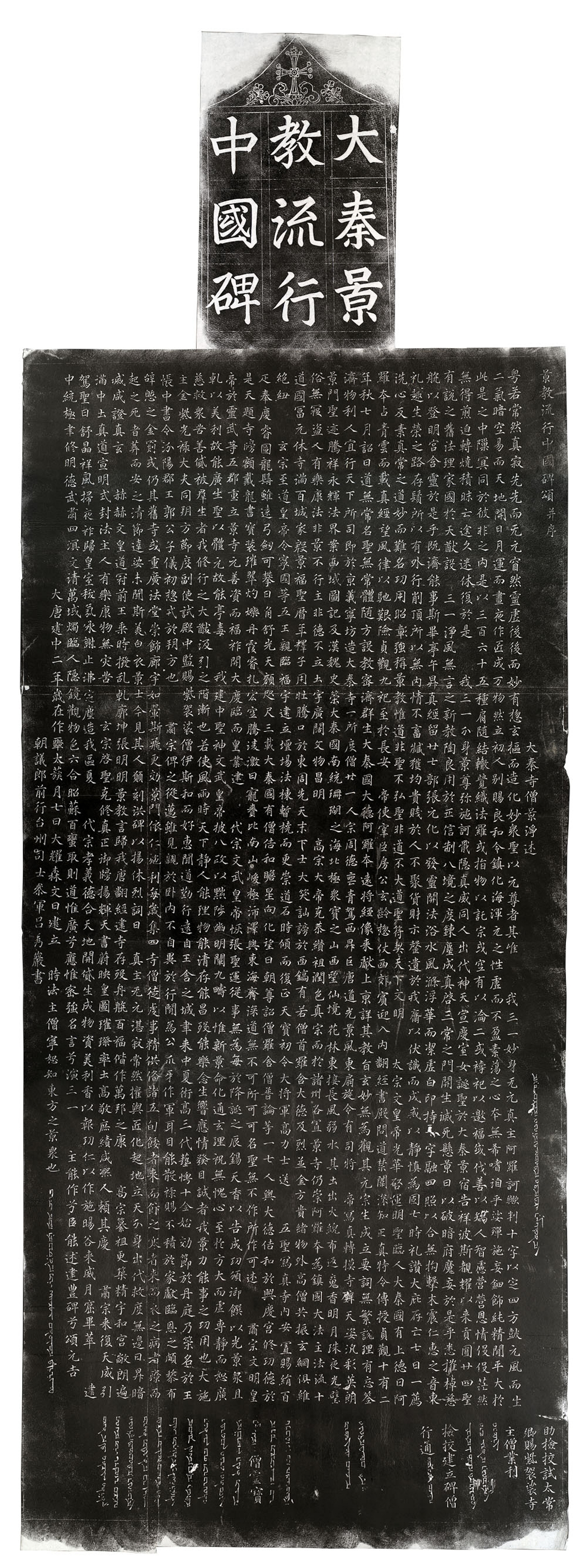
大秦景教流行中国碑

明代に再発見された大秦景教流行中国碑は、現在、西安碑林博物館が保管所蔵している。

### テキスト
文は『大正新脩大蔵経』外教部に納められている。『全唐文』にも収められているが、遺漏が多いとされる。
ペルシア人・景浄の撰といわれる。また、臨書した呂秀巌が清書したとされる。なお景浄は、西明寺の般若三蔵(北部インド人）と親交があり、ソグド語版『大乗理趣六波羅蜜多経』を共同で漢訳したといわれる。空海が渡唐した際、西明寺に住し、般若三蔵は空海の師の一人である。
碑文において、ヤハウェは、阿羅訶（アラハー。シリア語の音写）と表記されている。
また漢字の外に当時、伝道に用いられたエストランゲロ（Estrangelo）体のシリア文字が刻されてある。景教僧侶約七十人の名を記している。

### 成立史
8世紀の後半に、中央アジアの王舎城（バルフ Balkh）出身の伊斯（イズドブジド Yazdbozed）は、唐に登庸されて、光禄大夫・朔方節度副使・試殿中監となっていたが、この伊斯が出資したといわれる。

## 発見・研究史
古碑出土の状況は、セメド（Semedo）宣教師の『支那通史』に記されている。このセメドは漢名を魯徳照といい、1628年に西安に研究のため訪れた。
明末の陽瑪諾は洋名をディアス（Emmanuel Diaz）といい、出土当時、浙江省杭州府にいた宣教師で、『唐景教碑頌正詮』を著した。その序文で1623年と記している。
発掘後は金勝寺に移されたが、放置されたままであった。
Hellerの『西安府のネストル教碑（Das Nestorianische Denkmal in Singan fu）』やコルヂエ（Cordier）の『支那書史（Bibliotheca Sinica）』、清の楊栄鋕『景教碑文紀事攷正』、ワイリ（Wylie）の「西安府のネストル教碑」などがあり、ほか上海在住のカトリック教会イエズス会の宣教師のアヴレ（Havret）が翻訳をした。
のち桑原隲蔵と佐伯好郎によって研究された。
桑原隲蔵博士は明治43年4月の『藝文』に、「西安府の大秦景教流行中國碑」を発表、大正12年6月には「大秦景教流行中國碑に就きて」と題する講演を行う。これはのち「東洋史説苑」（1938年刊行）に「大秦景教流行中國碑に就いて」として収められた。
佐伯好郎博士は1908年（明治41年）1月、『地理歴史 百号』（主宰喜田貞吉）に「太秦（禹豆麻佐）を論ず」を発表、古代日本の氏族である秦氏は景教徒のユダヤ人であるとの説をとなえた(日ユ同祖論を参照)。以降、佐伯は1911年『景教碑文研究』を刊行。1931年には東方文化学院東京研究所（戦後東京大学東洋文化研究所に吸収）の研究員となり（〜40年）、同年、北京でシリア語詩編の碑石を発見。1935年『景教の研究』を刊行した。1941年1月には東京帝国大学で景教研究により文学博士号を授与され、1943年には中国キリスト教史研究の集大成『支那基督教の研究』全5巻を刊行した。

## 景教碑の模造碑
京都大学と高野山奥院に景教碑の模造碑がある。高野山の模造碑は1911年（明治44年）、アイルランドの仏教研究者ゴルドン（Gordon）夫人の出資によつて建設された。